# Campo Limpo de Goiás
Campo Limpo de Goiás este un oraș în Goiás (GO), Brazilia.